# Riccardo Pizzuti
Riccardo Pizzuti (Cetraro, 28 aprile 1934) è un attore e stuntman italiano naturalizzato francese.

## Biografia
Noto soprattutto per le sue apparizioni nei film della coppia Bud Spencer e Terence Hill, con i quali (solo in coppia) ha collaborato in nove film. Il suo ruolo è stato perlopiù quello del "cattivo"; non ha mai ricoperto il ruolo di protagonista, tranne in ...e poi lo chiamarono il Magnifico.
L'attore calabrese ha comunque preso parte anche a numerosi western negli anni sessanta e settanta ed anche ai pochi film di E.B. Clucher senza la coppia, come ad esempio Ciao nemico (1982) e Trinità & Bambino... e adesso tocca a noi! del 1995, che sarà l'ultimo film sia per il regista che per l'attore. Nel 1995 gli è stata conferita una menzione speciale per il "doppiaggio fisico" alla prima edizione del Leggio d'oro. Da allora, e per diversi anni, di lui non si seppe più nulla, fino a quando nel 2007 venne intervistato per il documentario Trinità... e fu tempo di fagioli western di Alberto Donati. Oltre che col proprio nome, è apparso nei titoli anche con gli pseudonimi Rick Piper e Richard Stark.
In seguito ad un'intervista rilasciata a Freak-o-rama, Pizzuti rivelò di essere stato vittima di un errore giudiziario; accusato di traffico di droga in associazione alla camorra, venne infatti arrestato nel 1985 e detenuto per tre anni e mezzo, per poi venire assolto nel 1988 per non aver commesso il fatto. Sostenne che, durante tale periodo, soltanto Enzo Barboni (in arte E. B. Clucher) gli fu solidale e lo aiutò in qualche modo; tutti gli altri, compresi Spencer e Hill, verso i quali espresse parole molto dure, si dimenticarono di lui. Va però ricordato che qualche anno dopo, nel 1991, Pizzuti tornò a lavorare con Bud Spencer nel film Un piede in Paradiso. Una volta scagionato, Pizzuti rinunciò a rivalersi contro lo Stato italiano e decise di andarsene per sempre dall'Italia. L'attore vive a Saint-Jean, presso Tolosa; è sposato con un'insegnante di danza.

## Filmografia

Pizzuti in W Django! (1972)

- Il colosso di Rodi, regia di Sergio Leone (1961)
- Il duca nero, regia di Pino Mercanti (1963)
- L'incendio di Roma, regia di Guido Malatesta (1963)
- I tre nemici, regia di Giorgio Simonelli (1963)
- L'avventuriero della Tortuga, regia di Luigi Capuano (1965)
- Django spara per primo, regia di Alberto De Martino (1966)
- Degueyo, regia di Giuseppe Vari (1966)
- Sugar Colt, regia di Franco Giraldi (1966)
- Per pochi dollari ancora, regia di Giorgio Ferroni (1966)
- Wanted, regia di Giorgio Ferroni (1967)
- Vado... l'ammazzo e torno, regia di Enzo G. Castellari (1967)
- 7 donne per i MacGregor, regia di Franco Giraldi (1967)
- Giarrettiera Colt, regia di Gian Rocco (1967)
- Il magnifico texano, regia di Luigi Capuano (1968)
- I nipoti di Zorro, regia di Marcello Ciorciolini (1968)
- I quattro dell'Ave Maria, regia di Giuseppe Colizzi (1968)
- El Zorro (La Volpe), regia di Guido Zurli (1968)
- La battaglia di El Alamein, regia di Giorgio Ferroni (1969)
- Gli specialisti, regia di Sergio Corbucci (1969)
- Quintana, regia di Vincenzo Musolino (1969)
- Dio perdoni la mia pistola, regia di Mario Gariazzo (1969)
- Il prezzo del potere, regia di Tonino Valerii (1969)
- Lo chiamavano Trinità..., regia di E.B. Clucher (1970)
- I vendicatori dell'Ave Maria, regia di Bitto Albertini (1970)
- Lady Frankenstein, regia di Mel Welles (1971)
- Il giorno del giudizio, regia di Mario Gariazzo (1971)
- Un uomo chiamato Apocalisse Joe, regia di Leopoldo Savona (1971)
- ...continuavano a chiamarlo Trinità, regia di E.B. Clucher (1971)
- W Django!, regia di Edoardo Mulargia (1971)
- Si può fare... amigo, regia di Maurizio Lucidi (1972)
- ...più forte ragazzi!, regia di Giuseppe Colizzi (1972)
- ...e poi lo chiamarono il Magnifico, regia di E.B. Clucher (1972)
- Le Amazzoni - Donne d'amore e di guerra, regia di Alfonso Brescia (1973)
- Troppo rischio per un uomo solo, regia di Luciano Ercoli (1973)
- Anche gli angeli mangiano fagioli, regia di E.B. Clucher (1973)
- Zanna Bianca alla riscossa, regia di Tonino Ricci (1974)
- Anche gli angeli tirano di destro, regia di E.B. Clucher (1974)
- Porgi l'altra guancia, regia di Franco Rossi (1974)
- Superuomini, superdonne, superbotte, regia di Alfonso Brescia (1975)
- Piedone a Hong Kong, regia di Steno (1975)
- Keoma, regia di Enzo G. Castellari (1976)
- Il soldato di ventura, regia di Pasquale Festa Campanile (1976)
- I due superpiedi quasi piatti, regia di E.B. Clucher (1977)
- Pari e dispari, regia di Sergio Corbucci (1978)
- Lo chiamavano Bulldozer, regia di Michele Lupo (1978)
- Uno sceriffo extraterrestre... poco extra e molto terrestre, regia di Michele Lupo (1979)
- Piedone d'Egitto, regia di Steno (1980)
- Chissà perché... capitano tutte a me, regia di Michele Lupo (1980)
- Occhio alla penna, regia di Michele Lupo (1981)
- Chi trova un amico trova un tesoro, regia di Sergio Corbucci (1981)
- Ciao nemico, regia di E.B. Clucher (1981)
- Il conte Tacchia, regia di Sergio Corbucci (1982)
- Rush, regia di Tonino Ricci (1983)
- Nati con la camicia, regia E.B. Clucher (1983)
- Tex e il signore degli abissi, regia di Duccio Tessari (1985)
- Un piede in paradiso, regia di E.B. Clucher (1991)
- Trinità & Bambino... e adesso tocca a noi!, regia di E.B. Clucher (1995)
- Lo Chiamavano Bud Spencer, regia di Karl-Martin Pold – docufilm (2017)

## Doppiatori italiani
- Luciano De Ambrosis in ...continuavano a chiamarlo Trinità, ...e poi lo chiamarono il Magnifico, Anche gli angeli mangiano fagioli, Keoma, I due superpiedi quasi piatti, Pari e dispari, Chissà perché capitano tutte a me, Chi trova un amico trova un tesoro, Occhio alla penna
- Michele Gammino in Lo chiamavano Trinità..., ...più forte, ragazzi!
- Manlio De Angelis in Nati con la camicia
- Sergio Graziani in Ciao nemico
- Giovanni Petrucci in Un piede in paradiso
- Nino Vingelli in Piedone d'Egitto
- Renato Mori in Lo chiamavano Bulldozer
- Sergio Fiorentini in Piedone a Hong Kong
- Antonio Guidi in Superuomini, superdonne, superbotte
- Gianni Marzocchi in W Django!
- Arturo Dominici in Vado... l'ammazzo e torno
- Glauco Onorato in Wanted
- Ferruccio Amendola in Per pochi dollari ancora